# Sonata para violín n.º 31 (Mozart)
La Sonata para violín n.º 31 en do mayor, K. 404/385d, fue compuesta por Wolfgang Amadeus Mozart en Viena en 1782. En la actualidad, solo se conserva un fragmento de la obra, cuya interpretación suele durar unos cuatro minutos.

## Estructura
Consta de dos movimientos:
1. Andante
2. Allegretto